# 公子肥
公子肥（？—前576年），子姓，名肥，是宋文公的儿子，宋共公的弟弟。
前576年秋季八月，宋共公下葬。司马荡泽要削弱公室，便杀了公子肥。
《史记》记载荡泽杀的是太子肥，杨伯峻认为太子肥似为宋共公太子，应嗣位而尚未即位。